# AAA-Saison 1950
Die AAA-Saison 1950 war die 29. Meisterschaftssaison im US-amerikanischen Formelsport. Sie begann am 30. Mai mit dem Indianapolis 500 und endete am 10. Dezember in Darlington. Henry Banks sicherte sich den Titel.

## Rennergebnisse
| Nr. | Datum         | Veranstaltung (Rennstrecke)                                          | Meilen | Sieger            | Siegerteam                |
| --- | ------------- | -------------------------------------------------------------------- | ------ | ----------------- | ------------------------- |
| 01  | 30. Mai       | International 500 Mile Sweepstakes (Indianapolis Motor Speedway) (O) | 345    | Johnnie Parsons   | Kurtis Kraft-Offenhauser  |
| 02  | 11. Juni      | Rex Mays Classic (The Milwaukee Mile) (UO)                           | 100    | Tony Bettenhausen | Wetteroth-Offenhauser     |
| 03  | 25. Juni      | Langhorne 100 (Langhorne Speedway) (UO)                              | 100    | Jack McGrath      | Kurtis Kraft-Offenhauser  |
| 04  | 19. August    | Springfield 100 (Illinois State Fairgrounds) (UO)                    | 100    | Paul Russo        | Russo/Nichels-Offenhauser |
| 05  | 27. August    | Milwaukee 200 (The Milwaukee Mile) (UO)                              | 200    | Walt Faulkner     | Kurtis Kraft-Offenhauser  |
| 06  | 04. September | Pikes Peak Auto Hill Climb (BR)                                      | 12,42  | Al Rogers         | Offenhauser               |
| 07  | 09. September | Syracuse 100 (New York State Fairgrounds) (UO)                       | 100    | Jack McGrath      | Kurtis Kraft-Offenhauser  |
| 08  | 10. September | Detroit 100 (Michigan State Fairgrounds) (UO)                        | 100    | Henry Banks       | Moore-Offenhauser         |
| 09  | 01. Oktober   | Springfield 100 (Illinois State Fairgrounds) (UO)                    | 100    | Tony Bettenhausen | Kurtis Kraft-Offenhauser  |
| 10  | 15. Oktober   | Golden State 100 (California State Fairgrounds) (UO)                 | 100    | Duke Dinsmore     | Kurtis Kraft-Offenhauser  |
| 11  | 12. November  | Phoenix 100 (Arizona State Fairgrounds) (UO)                         | 100    | Jimmy Davies      | Ewing-Offenhauser         |
| 12  | 26. November  | Bay Meadows 150 (Bay Meadows Race Track) (UO)                        | 149    | Tony Bettenhausen | Kurtis Kraft-Offenhauser  |
| 13  | 10. Dezember  | Darlington 200 (Darlington Raceway) (O)                              | 200    | Johnnie Parsons   | Russo/Nichels-Offenhauser |

- Erklärung: O: Oval, UO: unbefestigtes Oval, BR: Bergrennen

## Fahrer-Meisterschaft (Top 10)
| 1. | Henry Banks       | 1390   |
| 2. | Walt Faulkner     | 1317   |
| 3. | Johnnie Parsons   | 1313   |
| 4. | Cecil Green       | 1190   |
| 5. | Tony Bettenhausen | 1027,5 |

| 6.  | Duke Dinsmore   | 1017  |
| 7.  | Paul Russo      | 928   |
| 8.  | Chuck Stevenson | 764   |
| 9.  | Jack McGrath    | 736,5 |
| 10. | Bill Schindler  | 690   |